# Silke Möller
Silke Möller, geboren als Silke Gladisch, (Stralsund, 20 juni 1964) is een voormalige Duitse atlete, die in de jaren tachtig Oost-Duitsland vertegenwoordigde en tot de beste sprintsters ter wereld behoorde. Ze is viervoudig wereldkampioene, tweemaal Europees kampioene en meervoudig Oost-Duits kampioene. Ze nam eenmaal deel aan de Olympische Spelen en veroverde bij die gelegenheid een zilveren medaille.

## Biografie

### Eerste wereldrecord als zeventienjarige
Silke Gladisch was nog maar net zeventien jaar oud, toen zij het eerste wereldrecord op haar naam schreef. Dat gebeurde op de Europese jeugdkampioenschappen van 1981 in Utrecht waar zij, samen met Sabine Rieger, Kathrin Böhme en Carola Beuster de 4 x 100 m estafette won in 43,77 s. Het Oost-Duitse viertal was er bijna een volle seconde sneller mee dan het als tweede finishende Franse team (tweede in 44,61). Aangezien de IAAF in die tijd echter nog geen officiële wereldrecordlijst voor junioren voerde, kwam de prestatie slechts als officieus record in de boeken terecht.

### Wereldkampioene 4 x 100 m
Twee jaar later was het opnieuw de 4 x 100 m estafette, waarop de inmiddels negentien jaar oude Silke Gladisch excelleerde. Samen met Marita Koch, Ingrid Auerswald en Marlies Göhr liep zij in Oost-Berlijn naar een tijd van 41,53 en dit keer was het wél een officieel wereldrecord, bij de senioren welteverstaan. Het was een laatste test voor de enkele maanden later te houden allereerste wereldkampioenschappen in Helsinki, waar hetzelfde viertal in 41,76 met straatlengte verschil de titel veroverde. Het team van Groot-Brittannië werd tweede in 42,71.

### Wereldrecord van 1985 geldig tot 2012
En nog kon het harder. Op 6 oktober 1985 leverde Gladisch in dit metier haar allerbeste prestatie. Bij de wereldbekerwedstrijden in Canberra stelde ze met haar teamgenotes Sabine Rieger, Marlies Göhr en Ingrid Auerswald het wereldrecord op de 4 x 100 m op 41,37. Deze tijd werd pas 27 jaar later, op de Olympische Spelen van 2012, door een Amerikaans team verbeterd.
Intussen had Silke Gladisch, die in 1984 een zekere deelname aan de door het Oostblok geboycotte Olympische Spelen van Los Angeles had gemist, eerder dat jaar ook haar eerste individuele wereldtitel veroverd. Op de wereldindoorkampioenschappen in Parijs had ze de gouden medaille gewonnen op de 60 m.

### Individuele titels
Vanaf 1986 volgenden er enkele ijzersterke jaren voor de Oost-Duitse. Ze werd in eigen land kampioene op de 100 m in 1986 en 1987, op de 200 m in 1987 en 1989 en het jaar ertussenin indoorkampioene op de 60 m en de 100 yd. Haar grootste internationale triomf vierde ze echter op de WK van 1987 in Rome. Hier veroverde ze een gouden medaille op zowel de 100 als de 200 m en won een zilveren op de 4 x 100 m estafette. Door deze resultaten werd Silke Gladisch, die inmiddels in oktober 1987 met Dietmar Möller in het huwelijk was getreden, aan het eind van 1987 verkozen tot Oost-Duitse sportvrouw van het jaar.

### Nieuwe estafettesuccessen
Op de Olympische Spelen van 1988 in Seoel won Silke Möller met het Oost-Duitse team op de 4 x 100 m estafette een zilveren medaille. Het team, dat verder bestond uit Kerstin Behrendt, Ingrid Auerswald en Marlies Göhr, moest ditmaal in het viertal van de Verenigde Staten, met daarin onder meer de in Seoel onstuitbare Florence Griffith-Joyner, haar meerdere erkennen. Twee jaar later won ze op de Europese kampioenschappen op dit atletiekonderdeel echter weer wel goud. Samen met Katrin Krabbe, Kerstin Behrendt en Sabine Günther snelde ze naar de overwinning in 41,68, waarmee de titel werd geprolongeerd die eerder al in 1986, toen in de opstelling Silke Gladisch, Sabine Günther-Rieger, Ingrid Auerswald en Marlies Göhr werd veroverd. Het was overigens de laatste keer dat teams uit West- en Oost-Duitsland afzonderlijk aan een internationaal kampioenschap deelnamen.

### Dopingaffaire en einde atletiekloopbaan
Ondanks haar talrijke successen is Silke Möller tijdens haar sportcarrière toch altijd enigszins in de schaduw blijven staan van haar nog succesrijkere landgenotes Marlies Göhr, Marita Koch en Heike Drechsler.
In 1992 raakte zij verwikkeld in een dopingaffaire. Samen met Katrin Krabbe en Grit Breuer werd zij verdacht van dopinggebruik. Later werd ze door de IAAF vrijgesproken.
Vlak voor de Olympische Spelen van 1992 in Barcelona zette ze een punt achter haar atletiekcarrière en ging geschiedeniswetenschappen studeren in Rostock. Later werkte ze als lerares geschiedenis, maatschappijleer en lichamelijke oefening. Ze heeft een dochter (Kristin).
Möller was aangesloten bij SC Empor Rostock en werd getraind door Wolfgang Meier.

## Titels
- Wereldkampioene 100 m - 1987
- Wereldkampioene 200 m - 1987
- Wereldkampioene 4 x 100 m - 1983
- Wereldindoorkampioene 60 m - 1985
- Europees kampioene 4 x 100 m - 1986, 1990
- Oost-Duits kampioene 100 m - 1986, 1987
- Oost-Duits kampioene 200 m - 1987, 1989
- Oost-Duits indoorkampioene 60 m - 1988
- Oost-Duits indoorkampioene 100 yd - 1988
- Europees jeugdkampioene 4 x 100 m - 1981

## Wereldrecords

### 4 x 100 m estafette
| Tijd (sec.) | Datum          | Plaats   | 1e loper       | 2e loper       | 3e loper         | 4e loper         |
| ----------- | -------------- | -------- | -------------- | -------------- | ---------------- | ---------------- |
| 41,53       | 31 juli 1983   | Berlijn  | Silke Gladisch | Marlies Göhr   | Marita Koch      | Ingrid Auerswald |
| 41,37       | 6 oktober 1985 | Canberra | Silke Gladisch | Sabine Günther | Ingrid Auerswald | Marlies Göhr     |

## Persoonlijke records
Outdoor
| Onderdeel | Prestatie | Datum            | Plaats  |
| --------- | --------- | ---------------- | ------- |
| 100 m     | 10,86 s   | 20 augustus 1987 | Potsdam |
| 200 m     | 21,74 s   | 3 september 1987 | Rome    |

Indoor
| Onderdeel | Prestatie | Datum            | Plaats    |
| --------- | --------- | ---------------- | --------- |
| 50 m      | 6,12 s    | 19 februari 1988 | Berlijn   |
| 60 m      | 7,04 s    | 6 maart 1988     | Boedapest |

## Palmares

### 60 m
- 1983:  EK indoor - 7,12 s
- 1985:  WK indoor - 7,20 s
- 1986:  EK indoor - 7,14 s
- 1988:  EK indoor - 7,05 s

### 100 m
- 1986: 4e EK - 11,09 s
- 1987:  WK - 10,90 s
- 1989:  Wereldbeker - 11,24 s
- 1990:  EK - 11,10 s

### 200 m
- 1986:  EK - 22,49 s
- 1987:  WK - 21,74 s
- 1987:  Europacup - 21,99 s
- 1988: 5e OS - 22,09 s
- 1989:  Europacup - 23,00 s
- 1989:  Wereldbeker - 22,46 s

### 4 x 100 m estafette
- 1981:  EJK - 43,77 s
- 1983:  WK - 41,76 s
- 1985:  Europacup - 41,65 s
- 1985:  Wereldbeker - 41,37 s (WR)
- 1986:  EK - 41,84 s
- 1987:  WK - 41,95 s
- 1987:  Europacup - 41,94 s
- 1988:  OS - 42,09 s
- 1989:  Wereldbeker - 42,21 s
- 1990:  EK - 41,68 s

## Onderscheidingen
- Oost-Duits sportvrouw van het jaar - 1987

1983 Marlies Göhr ·
1987 Silke Gladisch ·
1991 Katrin Krabbe ·
1993 Gail Devers ·
1995 Gwen Torrence ·
1997 Marion Jones ·
1999 Marion Jones ·
2001 Zjanna Block ·
2003 Torri Edwards ·
2005 Lauryn Williams ·
2007 Veronica Campbell-Brown ·
2009 Shelly-Ann Fraser-Pryce ·
2011 Carmelita Jeter ·
2013 Shelly-Ann Fraser-Pryce ·
2015 Shelly-Ann Fraser-Pryce ·
2017 Tori Bowie ·
2019 Shelly-Ann Fraser-Pryce · 
2022 Shelly-Ann Fraser-Pryce · 
2023 Sha'Carri Richardson
1983 Marita Koch ·
1987 Silke Gladisch ·
1991 Katrin Krabbe ·
1993 Merlene Ottey ·
1995 Merlene Ottey ·
1997 Zjanna Block ·
1999 Inger Miller ·
2001 Debbie Ferguson ·
2003 Anastasia Kapatsjinskaja ·
2005 Allyson Felix ·
2007 Allyson Felix ·
2009 Allyson Felix ·
2011 Veronica Campbell-Brown ·
2013 Shelly-Ann Fraser-Pryce ·
2015 Dafne Schippers ·
2017 Dafne Schippers ·
2019 Dina Asher-Smith ·
2022 Shericka Jackson ·
2023 Shericka Jackson
1983 Gladisch, Koch, Auerswald, Göhr · 
1987 Brown, Williams, Griffith-Joyner, Marshall · 
1991 Duhaney, Cuthbert, McDonald, Ottey · 
1993 Bogoslovskaja, Maltsjoegina, Voronova, Privalova · 
1995 Mondie-Milner, Guidry-White, Gaines, Torrence · 
1997 Gaines, Jones, Miller, Devers · 
1999 Fynes, Sturrup, Davis-Thompson, Ferguson · 
2001 Paschke, G. Rockmeier, B. Rockmeier, Wagner · 
2003 Girard, Hurtis-Houairi, Félix, Arron · 
2005 Daigle, Lee, Barber, Williams · 
2007 Williams, Felix, Barber, Edwards · 
2009 Facey, Fraser, Bailey, Stewart · 
2011 Knight, Felix, Myers, Jeter · 
2013 Russell, Stewart, Calvert, Fraser-Pryce · 
2015 Campbell-Brown, Morrison, Thompson, Fraser-Pryce · 
2017 Brown, Felix, Akinosun, Bowie · 
2019 Whyte, Fraser-Pryce, Smith, Jackson · 
2022 Jefferson, Steiner, Prandini, Terry · 
2023 Davis, Terry, Thomas, Richardson